# Leonid Kritz
Leonid Kritz, ros. Леонид Криц (ur. 26 lutego 1984 w Moskwie) – niemiecki szachista pochodzenia rosyjskiego, arcymistrz od 2003 roku.

## Kariera szachowa
Zasady gry w szachy poznał w wieku 4 lat. Dwa lata później wstąpił do klubu "Spartak" i rozpoczął treningi. W 1994 r. wystąpił w rozegranych w Baile Herculane mistrzostwach Europy juniorów do lat 10, dzieląc V-VII m, natomiast w 1995 r. reprezentował Rosję na olimpiadzie juniorów do lat 16 na Wyspach Kanaryjskich. W listopadzie 1996 r. jego rodzina przeprowadziła się do Niemiec i od kolejnego roku reprezentuje ten kraj na arenie międzynarodowej. W 1998 r. zdobył w Oberhofie tytuł mistrza Niemiec juniorów do lat 15, a w Schierke – brązowy medal w kategorii do 20 lat. W 1999 r. osiągnął w Oropesa del Mar jeden z największych sukcesów w karierze, zdobywając tytułu mistrza świata juniorów do 16 lat. W 2000 r. zwyciężył w cyklicznym turnieju First Saturday w Budapeszcie (edycja FS05 IM) oraz podzielił I m. (wspólnie z m.in. Christopherem Lutzem, Igorem Glekiem, Władimirem Czuczełowem, Lwem Gutmanem i Erikiem Lobronem) w Bad Zwesten, w 2001 r. podzielił I m. (wspólnie z Florianem Jenni) w Zugu, natomiast w 2004 r. podzielił I m. (wspólnie z Arkadijem Rotsteinem, Wadimem Małachatko i Eduardem Porperem) w Triesen oraz wystąpił w Trypolisie w pucharowym turnieju o mistrzostwo świata, w I rundzie pokonując Krishnana Sasikirana, ale w II przegrywając z Rafaelem Leitao. W kolejnych latach sukcesy odniósł m.in. w:
- Bad Wiessee (2005, dz. I m. wspólnie z m.in. Jewgienijem Postnym, Arikiem Braunem, Davidem Baramidze i Aleksandrem Delczewem),
- Lubece (2005, I m.),
- Las Vegas (2006, dz. I m. wspólnie z Dejanem Anticiem i Robertem Fontaine),
- Biel (2006, open, dz. I m. wspólnie z Bartoszem Soćko, Borysem Awruchem i Laurentem Fressinetem),
- Maastricht (2007, I m.),
- Peadbody (2007, I m.),
- Asconie (2007, dz. I m. wspólnie z Borysem Czatałbaszewem i Wadimem Małachatko),
- Lubbock (2008, dz. I m. wspólnie z Warużanem Akobianem, Aleksandrem Oniszczukiem i Pentala Harikrishna),
- Biel (2010, dz. I m. wspólnie z m.in. Aleksandrem Riazancewem i Nadieżdą Kosincewą),
- Irving (2014, I m.)[4].

W 2004 r. reprezentował Niemcy na szachowej olimpiadzie w Calvii, natomiast w 2005 i 2007 r. – na drużynowych mistrzostwach Europy.
Najwyższy ranking w dotychczasowej karierze osiągnął 1 września 2010 r., z wynikiem 2624 punktów zajmował wówczas 5. miejsce wśród niemieckich szachistów.